# Funky Stuff
Funky Stuff est un groupe néerlandais de funk, nommé d'un Grammy Award.

## Histoire
Le groupe est formé en 1984 par Candy Dulfer, alors âgée de 14 ans. En 1987, le groupe se sépare, pour continuer sous le nom de Candy Dulfer's Funky Stuff, avec une formation plus jeune. Avec Ulco Bed, Dulfer a écrit les chansons du groupe, ce qui leur a valu une nomination pour un Grammy Award.
Lors des concerts, Candy Dulfer attire généralement l'attention en raison de sa renommée internationale, mais les concerts du groupe se déroulent généralement en plusieurs parties, dans lesquelles Candy Dulfer, au contraire, ne joue pas continuellement le rôle principal.

## Membres
- Candy Dulfer - saxophone alto
- Ulco Bed - guitare
- Thomas Bank - claviers[2]
- Trijntje Oosterhuis - chant[5]
- Moon Baker - chant[5]